# Pararhadinaea melanogaster
Pararhadinaea melanogaster is een slang uit de familie Lamprophiidae.

## Naam en indeling
Pararhadinaea melanogaster werd voor het eerst voorgesteld door Oskar Boettger in 1898. Het is de enige soort uit het monotypische geslacht Pararhadinaea. De slang Elapotinus picteti werd vroeger ook aan dit geslacht toegekend, onder de naam Pararhadinaea albignaci. De soortaanduiding melanogaster betekent vrij vertaald 'zwarte buik'.

### Ondersoorten
De soort wordt verdeeld in twee ondersoorten die onderstaand zijn weergegeven, met de auteur en het verspreidingsgebied.
| Naam                                     | Auteur         | Verspreidingsgebied |
| ---------------------------------------- | -------------- | ------------------- |
| Pararhadinaea melanogaster marojejyensis | Domergue, 1984 | Madagaskar          |
| Pararhadinaea melanogaster               | Boettger, 1898 | Madagaskar          |

## Uiterlijke kenmerken
De kop is niet duidelijk te onderscheiden van het lichaam door het ontbreken van een duidelijke insnoering. De ogen zijn relatief klein en hebben een ronde pupil. De slang heeft 163 tot 167 schubben aan de buikzijde, de buikschubben zijn donker maar hebben een lichtere rand. De lichaamskleur is bruin met vijf strepen in de lengte, waarbij de strepen aan de flanken het breedst zijn.

## Verspreiding en habitat
De soort komt voor in delen van Afrika en leeft endemisch op Madagaskar, inclusief het eilandje Nosy Be. De habitat bestaat uit droge tropische en subtropische bossen en tropische en subtropische laaglandbossen. De soort is aangetroffen van zeeniveau tot op een hoogte van ongeveer 423 meter boven zeeniveau.

## Beschermingsstatus
Door de internationale natuurbeschermingsorganisatie IUCN is de beschermingsstatus 'kwetsbaar' toegewezen (Vulnerable of VU).